# FC Conegliano German
El FC Conegliano German es un equipo de fútbol de Bulgaria que juega en la V AFG, tercera división de fútbol en el país.

## Historia
Fue fundado en el año 2001 en el distrito de German a las afueras de Sofía, y en la temporada 2005/06 logra el ascenso a la A PFG por primera vez en su historia luego de vencer en la fase de playoff al Maritsa Plovdiv.
En su temporada de debut cambia su nombre por el de Chernomorets Burgas Sofía, luego de que el dueño del PFC Chernomorets Burgas adquiriera al equipo y lo llevara a jugar al Estadio Vasil Levski, pero su primer partido fue cancelado por la Unión de Fútbol de Bulgaria por no registrar 5 jugadores jóvenes a su primer partido y le fueron descontados tres puntos.
Ese fue solo el inicio del desastre, ya que en la temporada de 30 partidos empató 1 y perdió los demás 29, anotó solo 8 goles y recibió 131 para registrar -2 puntos, siendo la peor temporada de un club en la historia de la A PFG.
En la siguiente temporada el club cambia su nombre por el de Chernomorets Burgas Bulgaria por problemas con el otro club del mismo nombre, pero le fue retirada la licencia para jugar en la liga por cambiar de sede, por lo que el OFC Sliven 2000 salvó la categoría.
En el año 2010 el club cambia su nombre por el actual.

## Palmarés
- A OFG: 1

2013/14